# Robert Herbin
Robert Herbin (Parijs, 30 maart 1939 – Saint-Étienne, 27 april 2020) was een Frans voetballer en voetbalcoach. Herbin was als speler en trainer betrokken bij negen van de tien landstitels van de Franse recordkampioen AS Saint-Étienne.

## Spelerscarrière

### Jeugd
Herbin werd geboren in Parijs. Zijn vader, Robert senior, was een professioneel muzikant. Wanneer Roberts vader bij de heropening van de opera van Nice gekozen werd als eerste trombonist, verhuisde de familie Herbin naar de Zuid-Franse stad. Herbin maakte zijn debuut bij het parochie-elftal Jeanne D'Arc en sloot zich op elfjarige leeftijd in het kielzog van zijn oudere broer aan bij Cavigal de Nice.

### AS Saint-Étienne
In 1957 nam Herbin met het Frans voetbalelftal onder 18 deel aan het UEFA juniorentoernooi, waar hij derde eindigde. Op achttienjarige leeftijd maakte hij de overstap naar AS Saint-Étienne, ondanks het feit dat hij ook had getest bij OGC Nice. Herbin stroomde meteen door naar het eerste elftal van Saint-Étienne, dat het seizoen daarvoor zijn eerste landstitel had veroverd. Herbin degradeerde in 1962 met de club, maar Saint-Étienne promoveerde meteen weer naar de Division 1 en verraste door in 1964 onder trainer Jean Snella (onder wie de club in 1957 kampioen was geworden) in het eerste jaar na de promotie meteen kampioen te worden.
Na nog een titel onder Snella in 1967 werd Albert Batteux de nieuwe trainer van Saint-Étienne. Batteux stelde Herbin meteen aan als aanvoerder, ten nadele van Rachid Mekhloufi. "De kapitein is niet noodzakelijk de beste speler. De kapitein is diegene die het elftal het best vertegenwoordigt, die het op de sleeptouw neemt en die een voorbeeld vormt voor iedereen", verdedigde Batteux destijds zijn keuze. Onder Batteux werd Saint-Étienne tussen 1968 en 1970 driemaal op rij landskampioen, in twee van die jaren (1968 en 1970) won Saint-Étienne ook de Coupe de France. Toen Batteux in 1972 de club verliet, vroeg voorzitter Roger Rocher aan Herbin, die sukkelde met knieproblemen, om zijn mentor op te volgen als trainer.
Na zijn spelersafscheid in 1972 kwam Herbin nog één keer in actie als speler: op de slotspeeldag van het seizoen 1974/75, toen Saint-Étienne al kampioen was, maakte hij tegen Troyes AC een eenmalige comeback als centrale verdediger. Op vraag van zijn spelers scoorde hij via strafschop het laatste van de vijf doelpunten van Saint-Étienne in de 5-1-zege van de kampioen.

### Frankrijk
Na zijn derde seizoen bij Saint-Étienne debuteerde Herbin op 6 juli 1960 tegen Joegoslavië op het EK 1960. Herbin werd door bondscoach Albert Batteux (die later zijn trainer zou worden bij Saint-Étienne) centraal achterin gezet samen met Jean-Jacques Marcel. Frankrijk verloor de halve finale met 4-5. Herbin nam met Frankrijk ook deel aan het WK 1966. 

## Trainerscarrière

### AS Saint-Étienne
Herbin werd op 33-jarige leeftijd hoofdtrainer van Saint-Étienne. Hij legde als trainer meteen het accent op het fysieke aspect. Na een vierde plaats in zijn eerste seizoen als trainer werd Herbin tussen 1974 en 1976 driemaal op rij landskampioen met Saint-Étienne. In 1974 en 1975 won Saint-Étienne onder Herbin de Franse dubbel doordat het ook de Coupe de France won. In 1976 haalde Saint-Étienne ook de finale van Europacup I, die het met 1-0 verloor van Bayern München.
Herbin bracht zijn overtuigingen over het moderne voetbal – defensieve instructies en een vrije offensieve rol – in praktijk. Onder zijn leiding groeide Saint-Étienne met een mix aan ex-teamgenoten van hem en talenten uit de jeugdopleiding (Jean-Michel Larqué, Georges Bereta, Gérard Farison, Dominique Bathenay, Christian Synaeghel, Christian Lopez, Jacques Santini) uit tot de meest succesvolle club uit de Franse geschiedenis. Van 13 maart 1974 tot 27 augustus 1975 won de club zelfs 28 competitiethuiswedstrijden op rij in de Division 1, een absoluut record in Frankrijk. Aan de recordreeks kwam een einde toen de club op 12 september 1975 gelijkspeelde tegen Paris Saint-Germain (1-1).
Begin jaren 80 kwam er een einde aan de piekperiode van Saint-Étienne, ondanks de aankoop van onder andere Michel Platini en Johnny Rep in 1979. Saint-Étienne won nog wel de landstitel in 1981, maar Herbin voelde zich niet zo goed bij de aankoop van deze sterspelers, wat het begin van het einde inluidde. In januari 1983 werd Herbin ontslagen.

### Verdere carrière
Een maand na zijn vertrek bij Saint-Étienne kon Herbin aan de slag bij Olympique Lyon. De coach slaagde er echter niet in om de degradatie te vermijden. Hij coachte nadien nog Al-Nassr en RC Strasbourg. Van 1987 tot 1990 stond hij een tweede keer aan het roer van Saint-Étienne, maar Herbin slaagde er niet in om zijn succesvolle periode van weleer te evenaren. Hij trainde nadien ook nog Red Star FC.

## Le Sphinx
Herbin had als bijnaam Le Sphinx genoemd omdat hij nooit zijn emoties toonde. Herbin sprong zelden op van zijn bank en sprak weinig tijdens wedstrijden. In 1983 bracht Robert Laffont de biografie On m'appelle le Sphinx uit over Herbin.